# Noah Young
Noah "Sport" Young jr., född 2 februari 1887 i Colorado, död 18 april 1958 i Los Angeles, var en amerikansk skådespelare och tyngdlyftare.
Young började sin skådespelarkarriär under stumfilmseran. Han är mest känd för sin medverkan i flera av Harold Lloyds filmer, bland annat Upp genom luften.
Han medverkade även i några filmer med komikerduon Helan och Halvan.
Han dog av en hjärtinfarkt 1958.

## Filmografi (i urval)
- 1918 – Just Rambling Along
- 1918 – Do You Love Your Wife?
- 1923 – Upp genom luften
- 1923 – The Noon Whistle
- 1923 – Kill or Cure
- 1925 – Vilt blod
- 1925 – Should Sailors Marry?
- 1927 – Kopparslagare
- 1927 – Helan och Halvan som detektiver
- 1927 – Här skall fajtas
- 1935 – Greppet direkt
- 1935 – I kronans kläder[5][6][7]